# Cornucopina zelandica
Cornucopina zelandica är en mossdjursart som beskrevs av Roxanne Irene Hastings 1943. Cornucopina zelandica ingår i släktet Cornucopina och familjen Bugulidae. Inga underarter finns listade i Catalogue of Life.